# رود سودا
رود سودا (انگلیسی: Suda) یک رودخانه در استان ولوگدای کشور روسیه است.